# Capitale lombarde

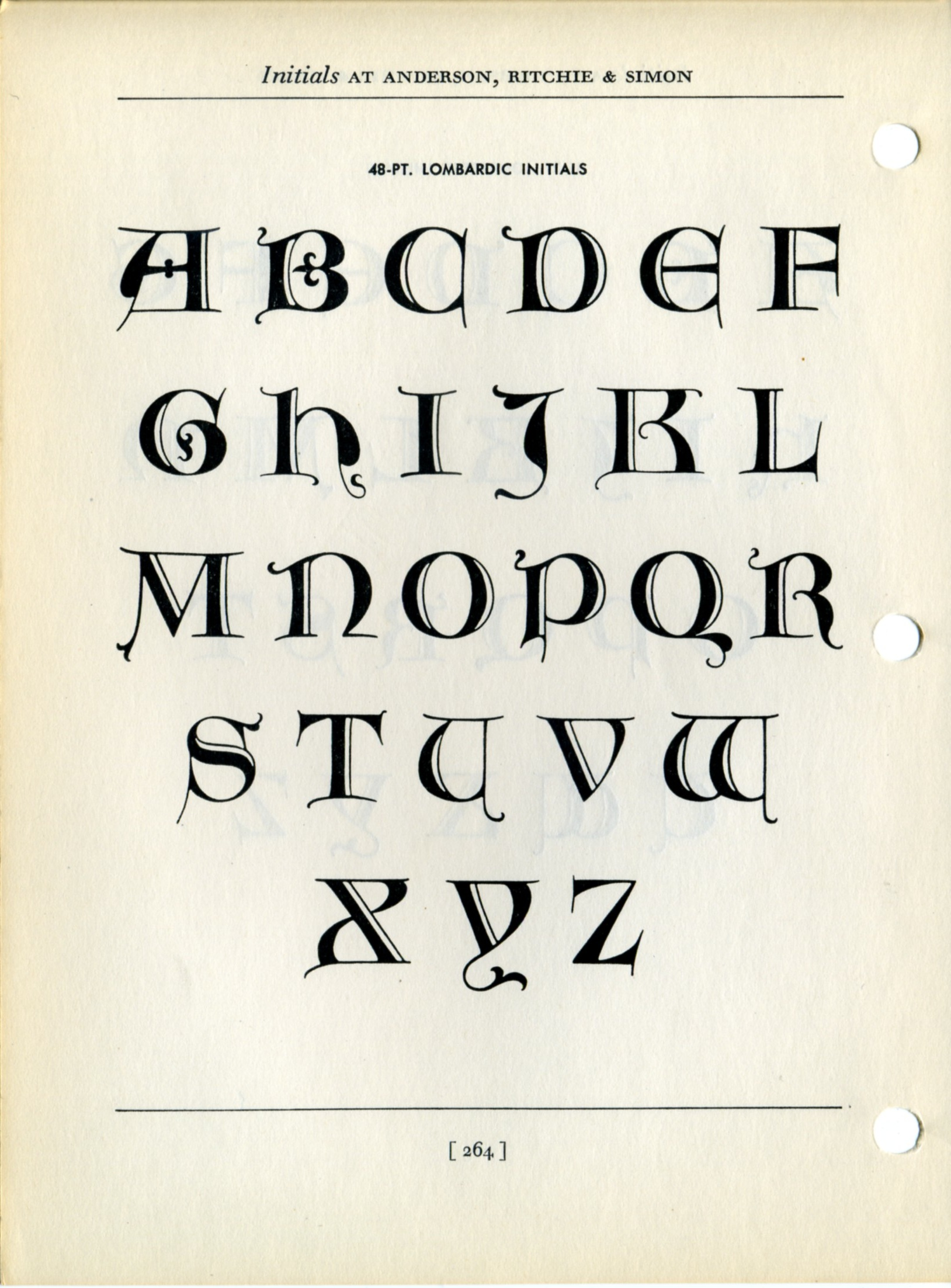
Capitales lombardes par Frederic Goudy.

Les capitales lombardes sont des caractères manuscrits inspirés de l'écriture au calame, mais dont les contours sont dessinés. Elles sont formées avec des fûts incurvés et des empattements linéaires. Elles servaient à l'époque médiévale d'initiales pour les textes et étaient généralement colorées et ornées,.